# Aeroporto di Châlons Vatry
L'Aeroporto di Châlons Vatry (IATA: XCR, ICAO: LFOK), chiamato anche Aeroporto di Parigi Vatry è un aeroporto francese situato vicino alla città di Châlons-en-Champagne, nel comune di Vatry, nel dipartimento di Marna, è utilizzato soprattutto come aeroporto cargo.

Nel 2005 è risultato il quarto aeroporto francese per traffico cargo; nel 2008 vi faceva scalo anche Alitalia Cargo.

## Storia
- 1967 - Le Forze armate degli Stati Uniti abbandonano l'ex base militare NATO.
- 1970 - Viene costruito il terminal aeroportuale per servizi di aerotaxi e charter dalla Camera di commercio di Châlons-en-Champagne.
- 1992 - Progetto avviato e SEM istituita.
- 1998 - Nel mese di agosto, l'Air Liquide Welding diventa la prima azienda ad insediarsi nel parco commerciale. Nel mese di dicembre, il servizio protocollo operativo di assegnare il potere di firma SÈVE (Société d'exploitation Vatry Europort).
- 1999 - Nel mese di dicembre, tutti lavori sull'infrastruttura sono completati.
- 2000 - Il 31 marzo, le operazioni aeroportuali sono attivate sotto l'autorità di SÈVE.
- 2006 - L'aeroporto ottiene il codice aeroportuale IATA PAR che contraddistingue tutti gli aeroporti di Parigi.
- 2010 - Dal 30 giugno vi comincia ad operare la Ryanair con due rotte verso Oslo-Rygge e Stockholm-Skavsta[4]
- 2011 - Dal 29 marzo la Ryanair aggiunge la rotta verso Porto e dal 30 marzo riapre la rotta verso Oslo-Rygge.

## Traffico
| Anno | Passeggeri | Cargo  | Movimenti |
| ---- | ---------- | ------ | --------- |
| 2003 | 1.559      | 8.730  | 12.865    |
| 2004 | 9.407      | 19.128 | 9.299     |
| 2005 | 6.801      | 37.632 | 9.674     |
| 2006 | 8.842      | 37.659 | 14.599    |
| 2007 | 4.506      | 37.222 | 18.873    |
| 2008 | 3.628      | 40.455 | 17.673    |
| 2009 | 4.417      | 22.442 | 10.070    |
| 2010 | 21.255     | 7.928  | 10.077    |